# Plusiodonta theresae
Plusiodonta theresae är en fjärilsart som beskrevs av Holloway 1979. Plusiodonta theresae ingår i släktet Plusiodonta och familjen nattflyn. Inga underarter finns listade i Catalogue of Life.